# Andris Skreija
Andris Skreija – radziecki (łotewski) kierowca wyścigowy.

## Biografia
Karierę rozpoczynał w kartingu. W 1980 roku został mistrzem ZSRR w klasie do 125 cm³, w 1981 i 1983 roku zajął trzecie miejsce, zaś w sezonie 1982 był wicemistrzem.
W 1984 roku zadebiutował w Formule Easter. Ścigał się wówczas Estonią 20 i został mistrzem Łotwy. Rok później Skreija zadebiutował w Sowieckiej Formuła Easter podczas wyścigu II ligi na torze Czajka, jednak go nie ukończył. W 1986 roku rozpoczął rywalizację samochodem Rukuts 2. Rok później zadebiutował w Sowieckiej Formule 3, został ponadto wicemistrzem Łotwy. W latach 1988–1989 ścigał się w Sowieckiej Formule Mondial.

## Wyniki
| Legenda oznaczeń w tabelach wyników Wyświetl szablon na nowej stronie | Legenda oznaczeń w tabelach wyników Wyświetl szablon na nowej stronie                                                                     |
| Oznaczenie                                                            | Wyjaśnienie |
| --------------------------------------------------------------------- | --- |
| Złoty                                                                 | Zwycięzca lub mistrzostwo |
| Srebrny                                                               | 2. miejsce lub wicemistrzostwo |
| Brązowy                                                               | 3. miejsce lub II wicemistrzostwo |
| Zielony                                                               | Ukończył, punktował (w klasyfikacji generalnej, gdy zdobył co najmniej jeden punkt na przestrzeni sezonu, poza trzema powyższymi opcjami) |
| Niebieski                                                             | Ukończył, nie punktował (w klasyfikacji generalnej, gdy nie zdobył co najmniej jednego punktu na przestrzeni sezonu)                      |
| Czerwony                                                              | Nie zakwalifikował się (NZ) |
| Czerwony                                                              | Nie prekwalifikował się (NPK) |
| Różowy                                                                | Nie ukończył (NU) |
| Różowy                                                                | Niesklasyfikowany (NS) (w klasyfikacji generalnej, gdy nie został sklasyfikowany w żadnym wyścigu sezonu)                                 |
| Czarny                                                                | Zdyskwalifikowany (DK) |
| Czarny                                                                | Wykluczony (WYK/EX) |
| Biały                                                                 | Nie wystartował (NW) |
| Biały                                                                 | Kontuzjowany (K/INJ) |
| Biały                                                                 | Wyścig odwołany (OD/C) |
| Bez koloru                                                            | Został wycofany (WYC/WD) |
| Bez koloru                                                            | Nie przybył (NP/DNA) |
| Bez koloru                                                            | Nie brał udziału w treningach (NT/DNP) |
| Bez koloru                                                            | Nie został zgłoszony (–) |
| Pogrubienie                                                           | Start z pole position |
| Kursywa                                                               | Najszybsze okrążenie wyścigu |
| †                                                                     | Nie ukończył, ale jego rezultat został zaliczony ze względu na przejechanie więcej niż 90% dystansu wyścigu.                              |
| *                                                                     | Sezon w trakcie |
| 1/2/3                                                                 | Punktowana pozycja w sprincie kwalifikacyjnym                                                                                             |
| Lista systemów punktacji Formuły 1                                    | |

### Sowiecka Formuła 3
| Rok  | Zespół      | Samochód | Silnik | Wyniki w poszczególnych eliminacjach | Wyniki w poszczególnych eliminacjach | Wyniki w poszczególnych eliminacjach | Wyniki w poszczególnych eliminacjach | Pkt. | Msc. |
| ---- | ----------- | -------- | ------ | ------------------------------------ | ------------------------------------ | ------------------------------------ | ------------------------------------ | ---- | ---- |
| 1987 |             |          |        |                                      |                                      |                                      |                                      | 66   | 20   |
| 1987 | DOSAAF Ryga | Rukuts 2 | Łada   | -                                    | -                                    | 5                                    | NW                                   | 66   | 20   |

### Sowiecka Formuła Mondial
| Rok  | Zespół      | Samochód    | Silnik | Wyniki w poszczególnych eliminacjach | Wyniki w poszczególnych eliminacjach | Wyniki w poszczególnych eliminacjach | Pkt. | Msc. |
| ---- | ----------- | ----------- | ------ | ------------------------------------ | ------------------------------------ | ------------------------------------ | ---- | ---- |
| 1988 |             |             |        |                                      |                                      |                                      | 33   | 21   |
| 1988 | DOSAAF Ryga | Estonia 21M | Łada   | 12                                   | NU                                   | -                                    | 33   | 21   |
| 1989 |             |             |        |                                      |                                      |                                      | 72   | 9    |
| 1989 | DOSAAF Ryga | Estonia 21M | Łada   | 12                                   | 6                                    | -                                    | 72   | 9    |